# Chó Kyi-Leo

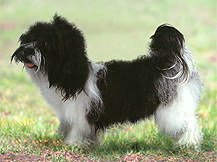
Một cá thể chó Kyi-Leo

Chó Kyi-Leo là một giống chó hiếm nhưng mạnh mẽ, có gốc từ sự phối giống giữa hai giống chó là Chó Malta và Chó Aph Lhasa. Nó còn được gọi dưới một cái tên khác là chó Lion Maltese, và thường nhầm lẫn với các giống lai lhasa-maltese hoặc Lhatese. Trong khi Kyi-Leo được chính thức phân loại là một giống hoặc một loài chó cụ thể, Lhatese vẫn là một giống lai, bao gồm những đặc điểm hỗn hợp của hai giống chó khác.

## Lịch sử
Giống chó này lần đầu tiên được giới thiệu vào những năm 1950 tại khu vực vịnh San Francisco bởi sự phối giống ngẫu nhiên của một con chó giống Malta và một con chó giống Lhasa Apso. Kết quả của việc giao phối giữa chúng tạo ra một loại chó thu hút sự chú ý của nhiều cá nhân. Đáng chú ý nhất là bà Harriet Linn, người đã mua vài con chó này vào năm 1965 và sau đó đã mua thêm một số con chó khác từ cơ sở chăm sóc chó San Jose vào năm 1969; từ đó bà bắt đầu nghiêm túc nuôi chúng. Năm 1972, khi đã có đủ sự quan tâm giữa các chủ sở hữu và các nhà lai tạo để cùng nhau và chính thức công nhận giống chó này. Tại cuộc họp này, họ chính thức quyết định gọi nó là Kyi-Leo. Tên này xuất phát từ tiếng Tây Tạng và tiếng Latinh. "Kyi" là từ Tây Tạng cho chó; điều này thừa nhận giống Lhasa Apso đầu tiên đến từ Tây Tạng. "Leo" là từ tiếng Latinh dành cho Sư tử; điều này thừa nhận tiếng Malta mà còn được gọi là "chó sư tử Malta". Kể từ đó giống Kyi-Leo đã từ từ lan rộng khắp Hoa Kỳ, và gần đây đã được Hiệp hội giống hiếm Hoa Kỳ công nhận như một giống hợp pháp.

## Tính cách
Kyi-Leo có tính cách nhìn chung là bình tĩnh, vâng lời, yên tĩnh và khó khiêu khích. Nó thường rất vui tươi và hoạt động xung quanh con người đáng tin cậy hoặc động vật, nhưng có xu hướng thận trọng và cảnh báo xung quanh khi gặp người lạ. Thính giác tốt của giống chó này làm cho nó xứng đáng một con chó canh gác, bảo vệ. Điều kiện sống lý tưởng của giống chó này là sống trong nhà và chúng có thể rất kiên nhẫn khi bị bỏ lại một mình trong nhiều giờ đồng hồ.